# لاک فایو (آلاباما)
لاک فایو (به انگلیسی: Lock Five) یک منطقهٔ مسکونی در ایالات متحده آمریکا است که در شهرستان هالی، آلاباما واقع شده‌است. لاک فایو ۲۸٫۰۴ متر بالاتر از سطح دریا واقع شده‌است.